# Богдан Сомкович
Богда́н Сомко́вич (? — 1660) — перший війт Києва за часів Козацької держави.

## Життєпис
Походив з заможної міщанської родини Києва. Замолоду уславився як один з захисників православ'я. В низці хронік його називають представником народної партії у Київському магістраті. Відомо, що у 1637 році обіймав посаду бурмистра. Разом з війтом Йосифом Ходикою відстоював привілеї міста перед київським воєводою Янушом Тишкевичем. 1638 року Сомкович отримав королівський охоронний лист (ґлейт) від зазіхань на власне життя та майно.
Після військових успіхів повстанського війська під проводом Богдана Хмельницького очолив виступи проти війта Андрія Ходики, що залишився вірним Речі Посполитій. У 1649 році останній вимушений був зректися війтівства. Замість нього став Кирило Мехеденко (Мехедович, Мефедович). Невдовзі той помер, а Сомкович отримав посаду субделегата (виконувача обов'язків війта). Згодом обирається війтом. Підтримував козацькі війська при обороні міста при наступі литовського гетьмана Януша Радзивілла в 1651 році. Але вимушений був залишити Київ.
Після повернення української влади над містом Богда Сомкович повернувся на свою посаду. Згадується у 1653 році, коли домігся від гетьмана Богдана Хмельницького універсалу щодо непорушності міських угідь. У червні 1654 року на чолі делегації вів перемовини щодо підтвердження московським царем магдебурзького права Києва. Делегація виклала свої пропозиції у 19 пунктах, а також у двох чолобитних на ім'я царя Олексія Михайловича та боярина В. В. Бутурліна. Статті й чолобитні київських делегатів були підкріплені рекомендаційними листами гетьмана Богдана Хмельницького та генерального писаря І. Виговського, а також текстами 22-х документів, серед яких були привілеї Києву від різних королів Речі Посполитої. 16 липня того ж року отримав жалувану грамоту від царя що звільняла місто на 10 років під окремих податків. Водночас війту було призначено щорічно утримання в 500 польських злотих.
Надалі продовжував відстоювати інтереси міста перед гетьманською та царською владою. У 1654 та 1655 роках домігся видання універсалів Хмельницького, якими закріплювалося виняткове право магістрату на винокуріння, шинкування, варіння пива і меду. 1655 року Богдан Сомкович отримав універсал, за яким міщани звільнялися від різних додаткових податків.
Сомкович продовжив плідну співпрацю з гетьманом Іваном Виговським, який своїми універсалами від 1657 та 1658 років звільнив міщан від подвійної повинності. Помер Сомкович у січні 1660 року, залишивши усе майно дружині Катерині, що було підтверджено 8 лютого того ж року гетьманом Юрієм Хмельницьким.

## Майно
Володів будинками, землями на Подолі та за межами Києва, а також коморами на ринку.